# Piętro pogórza
Piętro pogórza – jest to najniższe piętro roślinności w górach.
W tropikach jest to piętro Tierra caliente opisane przez Humboldta. W Ameryce Południowej sięga ono do ok. 900 m n.p.m.
W klimacie umiarkowanie chłodnym, w wyższych górach Europy sięga ono do około 600 m n.p.m., przy czym w różnych masywach dochodzi do różnej wysokości, np. w Tatrach do 650 m n.p.m., w Karkonoszach do ok. 500 m n.p.m. we Wschodnich Alpach do 700–1000 m n.p.m., w środkowych Niemczech do 300–450 m n.p.m. Niegdyś rosły tu lasy liściaste, które zostały w dużej części wycięte. Dzisiaj znajdują się tu pola uprawne, pastwiska, sady.